# Médiatrice Ahishakiye
 (avril 2023).
Médiatrice Ahishakiye, née en 1978, est une femme politique rwandaise, actuellement membre de la Chambre des députés du Parlement rwandais.
Médiatrice Ahishakiye représente la province du Sud et son district est le district de Huye.
Elle a auparavant travaillé comme enseignante, directrice d'école, secrétaire du conseil du district de Gisagara et membre du conseil du district de Gisagara.
Lors des élections législatives en 2018, Ahishakiye a été élue à la Chambre des députés en tant que la représentante des femmes au Parlement du Rwanda.